# Andrius Krivas

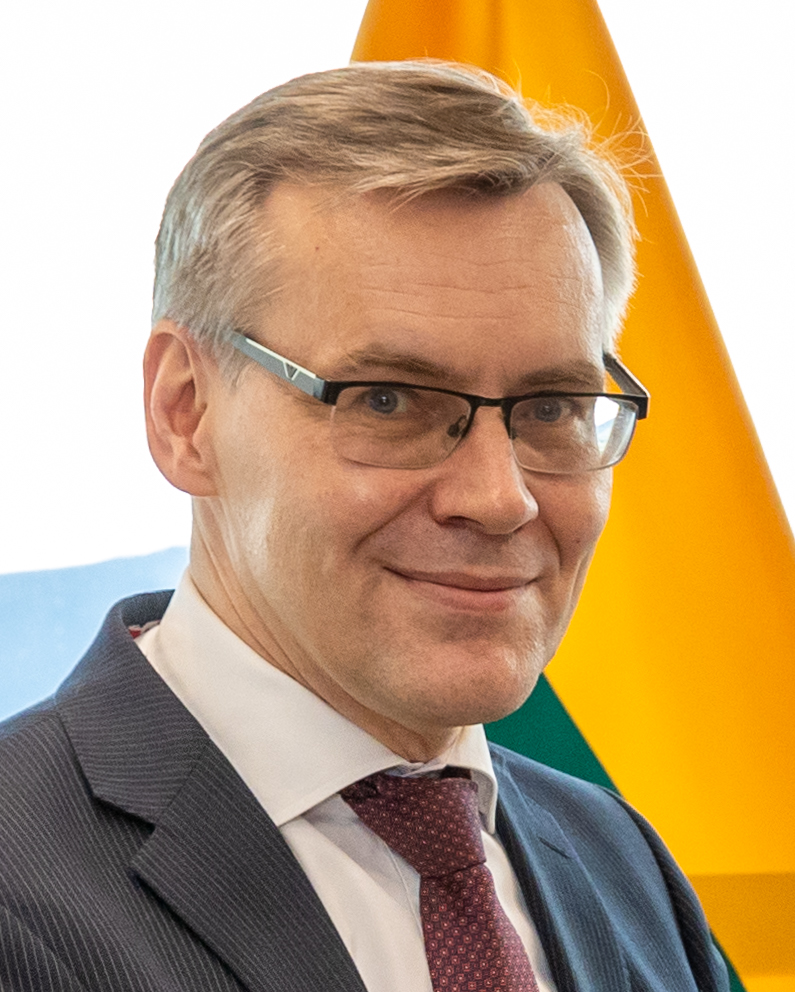
Andrius Krivas (2021)

Andrius Krivas (* 10. April 1971 in der Oblast Orenburg) ist ein litauischer Diplomat und Politiker.

## Leben
Von 1987 bis 1992 absolvierte er ein Studium am Staatlichen Institut für Internationale Beziehungen in Moskau.
Von 1993 bis 1994 war er Oberspezialist, von 1994 bis 1997 Unterabteilungsleiter, von 1997 bis 2001 Departamentsdirektor einer Abteilung am Verteidigungsministerium Litauens. Seit 2001 arbeitet er im Außenministerium Litauens. Ab dem 13. März 2013 war er bis 2016 Stellvertreter des Außenministers Linas Linkevičius.
Ab 2016 war er Ständiger Vertreter Litauens bei den Vereinten Nationen in Genf. Seit 2024 ist er Ständiger Vertreter Litauens beim Europarat.

## Auszeichnungen
- Ehrenkreuz der Bundeswehr in Silber (2001)[1]
- Offizier des Ordens für Verdienste um Litauen (2003)[1]
- Ritter des Ordre national du Mérite (2012)[1]

## Quelle
- Leben